# Muricopeltis brasiliensis
Muricopeltis brasiliensis är en svampart som beskrevs av Viégas 1944. Muricopeltis brasiliensis ingår i släktet Muricopeltis och familjen Micropeltidaceae.   Inga underarter finns listade i Catalogue of Life.